# 空気投
空気投（くうきなげ）は、柔道に使われる技名。別名空気投げ、真空投（しんくうなげ）、真空投げ。

## 概要
空気投と呼ばれる技は二つあり、一つは三船久蔵が開発した隅落である。空気投と言えば、ほとんどが、この技を指すほどである。しかし、隅落は1920年に制定された技であり、空気投はそれ以前までは、浮落の一種であった。その技は、石黒敬七が大学時代の1918年頃に開発した技で、空氣投という異名を持っていた。
1982年の「講道館柔道の投技の名称」制定に際しては講道館では新名称の候補に挙がったが隅落、浮落に含めることとなり採用されなかった。

プロレス技にも「空気投げ」と呼ばれる技が存在している。日本のミゼットプロレスにおいて、リトル・フランキーらトップ選手の間で代々受け継がれてきたフィニッシュ・ホールドで、掛け手が両手を広げて隅落の型を決めると、受け手はその場で前回り受身を取り、そのままピンフォールを取られることとなる。柔道の隅落との決定的な違いは、「相手に触れずに投げ飛ばす」点である。